# Joseph Sauveur
Joseph Sauveur fou un matemàtic francès del segle xvii conegut pels seus treballs en acústica.

## Vida
Era fill d'un notari i va estudiar al col·legi jesuïta de La Flèche (el mateix en què havia estudiat Descartes) abans de marxar a París el 1670 per estudiar teologia. En els anys successius es va interessar per les matemàtiques i pel càlcul de probabilitats, tenint entre els seus alumnes el més destacat de la societat parisina.
Alguns autors afirmen que era sordmut des de la infància, cosa que sembla poc probable. El que sí que és cert és que tenia problemes de parla, com ho demostra el fet que fos rebutjat com a professor pel Collège de France el 1676 en no superar el test d'elocució.
Això no obstant, el 1686 fou nomenat finalment professor de matemàtiques del Collège de France i el mateix any es va cassar.
El 1696 va ingressar a l'Acadèmie Royale des Sciences i. al mateix temps, va començar els seus estudis d'acústica, donant nom a aquesta ciència.

## Obra
L'obra de Sauveur té dues fases totalment diferents: fins aproximadament el 1700 les seves publicacions són sobre matemàtiques aplicades i, a partir d'aquesta data, se centra exclusivament en l'estudi de l'acústica.
Del primer període es poden trobar càlculs de probabilitats dels jocs més comuns de l'època, taules de pesos i mesures de diferents indrets, un calendari perpetu i universal i una geometria elemental i pràctica que anys després tindria força èxit en ser ampliada per Guillaume Le Blond.
El seu segon període és el més original: suggereix l'estudi d'una nova ciència, que anomena acústica, com ja existia fins aleshores la ciència de l'òptica. Fruit d'aquests estudis, realitzats amb ajudants, apareixeran diversos articles a les Mèmoires de l'Acadèmie en els que estudiarà els sobretons, els harmònics i altres característiques pròpies del so emés pels instruments musicals. Quan Rameau coneixerà aquests estudis, publicarà una nova versió del seu Sistema de música teòric (1726).
La llista d'aquests articles és la següent:
- 1700: Nouveau Système de musique, son utilité, son étendue
- 1701: Système générale des intervalles des sons et son application à tous les systèmes
- 1702: Applications des sons harmoniques à la composition des jeux d'orgues
- 1707: Mèthode générale pour former les systémes tempérés
- 1709: Difference de ces systémes et ceux du monsieur Huygens
- 1711: Table générale des systémes tempérés de musique
- 1713: Rapport des sons des cordes d'instruments de musique aux fléches